# Надежда Скардино
Надежда Скардино (блр. Надзея Скардзіна; Лењинград 27. март 1985) је белоруска биатлонка.
На Светском првенству 2009. заузела је четврто место са женском штафетом. На Олимпијским играма у Ванкуверу седма је била са штафетом, двадесет друга у масовном старту, двадесет шеста у потери и двадесет осма у спринту и појединачној трци.
На Светском првенству 2011. освојила је бронзу у штафети, а у појединачној трци је била четврта. Са штафетом је била дванаеста 2012, а 2013. седма. На Олимпијским играма у Сочију освојила је бронзану медаљу у појединачној трци, пето место са женском штафетом, једанаесто у потери, и петнаесто у спринту и масовном старту.
На Светском првенству 2015. са мешовитом штафетом заузела је четврто место, а са женском седмо. Са мешовитом штафетом је била девета 2016, а у масовном старту десета. Девето место је заузела са женским штафетом 2017. На Олимпијским играма у Пјонгчангу 2018. освојила је злато у женској штафети, пето у мешовитој штафети, седмо место у масовном старту, десето у појединачној трци, четрнаесто у потери и тридесет шесто у спринту.